# Іпік-Адад I
Іпік-Адад I (*2-а пол. XX століття до н. е.) — енсі міста-держави Ешнунна.

## Життєпис
Походив з династії Уцуравассу. Ймовірно син енсі Ур-Нінмаркі. Посів трон після стрийка Ур-Нінгішзіди. Імена років його правління в першу чергу є свідченням будівельної діяльності, прориття каналу Набу-Тішпак. Незадовго до смерті було завершено храм бога Уту.
В його панування набули великої ваги писарські роди Даш-Тішпак і Абібулу, що обіймали посали какіккумів. Також впливовим став сановника Шин-Енліль, що обіймав посаду шакіккума.
Знайдено також таблички, щос відчать про дипломатичну діяльність: визнання зверхності Ісіна та союзні відносини з вождя кочівників-амореїв. Водночас поступово посилювалася небезпека з боку Вавилона.
Ще за життя співцарем був оголошений син Іпік-Адада I — Шикланум, але той помер десь в середині панування царя Ешнунни.
Йому спадкував онук Абдіерах, якого невдовзі повалив Шаррія.